# عمر (ولاية البويرة)
عمر أو عومار هي إحدى بلديات ولاية البويرة الجزائرية وهي منطقة تشتهر بصناعة الفخار والالبسة التقليدية الأمازيغية، تبعد عن مدينة البويرة حوالي 20 كيلومتر.
في عام 2011 كان عدد سكانها 28000 نسمة.[بحاجة لمصدر]

## قرى بلدية عمر
- عمر محطة
- عمر مركز
- بومية
- قالوس
- الطواطحية
- دوماز
- الماجن
- شعبت يخلف
- قراريب
- بخيلة
- أولاد الكفيف
- لمزاينية
- الصنصال
- الدهسة
- القيشوع
- لعربة
- تالة ويدي
- صافيان
- أولاد بن يوسف
- لمقاديد
- لمعاوجية
- تيزي الأربعاء
- اولاد بن عيسى
- أولاد ناصر
- الجواهرة
- العمارة
- العمارشية
- الرابطة
- الفودية
- الحشادة
- طابورت
- الدمادمية
- الروابحية
- الجواهرة

## مواضيع ذات صلة
- بلديات ولاية البويرة
- دوائر ولاية البويرة